# Nickelodeon (Suisse)
 (février 2024).
Pour les articles homonymes, voir Nickelodeon.
Nickelodeon ou Nick Schweiz est une chaîne de télévision suisse, appartenant à Viacom International Media Networks Europe et est la déclinaison suisse de Nickelodeon.

## Histoire
Nickelodeon Schweiz a d'abord existé sous la forme d'un programme-bloc, Nick Schweiz, diffusé à l'époque entre 1998 et 2003 sur SF2, la chaîne publique suisse de langue germanophone. Le 26 septembre 2003, la Télévision publique alémanique décida de remplacer ce programme par un nouveau bloc appelé Junior.
Le 1er avril 2009, la chaîne commença à émettre un programme indépendant sur un canal spécifique en partageant le temps d'antenne de 5h00 à 20h15, la tranche entre 20h15 à 5h00 étant reprise par Viva Schweiz. Le programme rediffusa dès le départ le même programme que celui de la version allemande de la chaîne; le 1er avril 2010, la chaîne change de nom et reprend la dénomination internationale de Nickelodeon.
Le 16 mai 2011, Viacom annonce la fin de la diffusion de VIVA Schweiz et remplace le temps d'antenne de cette dernière par Comedy Central Schweiz qui reprend la plage horaire partagée avec Nickelodeon pendant la nuit. Le 1er octobre 2014, elle émet 24h/24, tandis que Comedy Central partage désormais son canal avec VIVA Schweiz, relancée en 2012.
Le 30 juin 2021, ViacomCBS Networks International annonce un partenariat sur plusieurs années avec le groupe CH Media détenant notamment les chaînes 3+ à 6+. CH Media devient en outre l'opérateur de la chaîne de ViacomCBS qui partagera ensuite son temps d'antenne en soirée dès 20h15 avec la nouvelle chaîne 7+ Family, et ce, dès le 1er octobre 2021. De plus, du nouveau contenu à destination des régions germanophones (Allemagne et Autriche également) doit être produit en Suisse. En retour, ViacomCBS profite de mettre son contenu jeunesse et ses programmes sur la future plateforme SVOD OnePlus du groupe CH Media pénétrant ainsi le marché suisse sans investissement technique spécifique supplémentaire.

## Programmes

### 1998 - 2003
Le programme bloc diffusé sur SF1 durait 7h et consistait en la reprise des programmes internationaux de la chaîne, doublés en allemand. Il s'appelait Live ! et était produit dans les studios de la télévision publique alémanique.

### Depuis 2009
La programmation actuelle est identique à la programmation de la version allemande, mis à part les publicités qui sont diffusées parfois en suisse-allemand et qui sont destinées à un public suisse.
La chaîne diffuse notamment les programmes tels que Les Razmoket, Hé Arnold !, Dora l'exploratrice, Jimmy Neutron, Bob l'éponge, Ned ou Comment survivre aux études, Ni Hao, Kai-Lan, ou encore Danny Fantôme, Victorious et Big Time Rush.